# Edyairth Ortega
Edyairth Alberto Ortega Alatorre (ur. 23 stycznia 1997 w Guadalajarze) – meksykański piłkarz występujący na pozycji środkowego pomocnika, od 2020 roku zawodnik Atlasu.
W 2023 roku został zawieszony na cztery lata przez Światową Agencję Antydopingową po wykryciu w jego organizmie niedozwolonej substancji na kontroli antydopingowej.